# 埃吉爾賽島

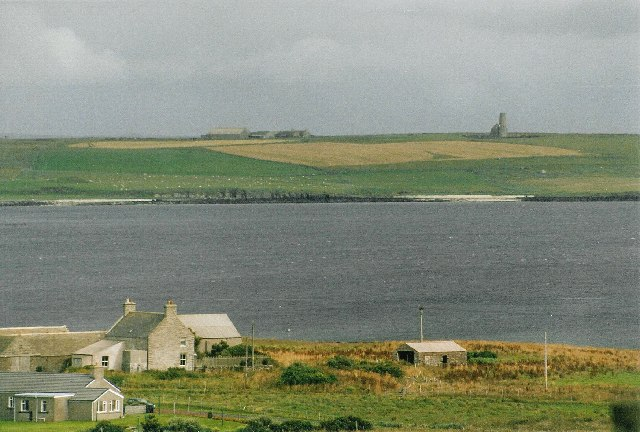

埃吉爾賽島是蘇格蘭的島嶼，位於柯克沃爾以北15公里的大西洋海域，屬於奧克尼群島的一部分，長4公里、寬2公里，面積6.5平方公里，最高點海拔高度35米，2001年人口37。

## 外部連結
- Information on the island of Egilsay （页面存档备份，存于）

59°09′N 2°55′W / 59.150°N 2.917°W